# Canotaj la Jocurile Olimpice de vară din 2024 - Dublu vâsle feminin
Proba feminină de canotaj dublu vâsle de la Jocurile Olimpice de vară din 2024 a avut loc în perioada 27 iulie-1 august 2024 pe Stadionul Nautic Olimpic Național din Île-de-France, aflat la aproximativ 30 de kilometri de Paris.

## Program
Orele sunt ora Franței (UTC+1) 
| Data                    | Timp | Etapă        |
| ----------------------- | ---- | ------------ |
| Sâmbătă, 27 iulie 2024  | 9:00 | Calificări   |
| Duminică, 28 iulie 2024 | 9:00 | Recalificări |
| Marți, 30 iulie 2024    | 9:30 | Semifinale   |
| Joi, 1 august 2024      | 9:30 | Finale       |

## Rezultate

### Calificări
Primele trei din fiecare cursă se vor califica în semifinale, iar celelalte vor concura în recalificări.

#### Calificări - cursa 1
| Loc | Culoar | Concurente                            | Țară                       | Timp    | Note |
| --- | ------ | ------------------------------------- | -------------------------- | ------- | ---- |
| 1   | 2      | Brooke Francis Lucy Spoors            | Noua Zeelandă              | 6:51,68 | C    |
| 2   | 5      | Mathilda Hodgkins-Byrne Rebecca Wilde | Marea Britanie             | 6:52,31 | C    |
| 3   | 4      | Sophia Vitas Kristi Wagner            | Statele Unite ale Americii | 6:56,47 | C    |
| 4   | 1      | Lisa Scheenaard Martine Veldhuis      | Olanda                     | 6:58,65 | R    |
| 5   | 3      | Clara Guerra Stefania Gobbi           | Italia                     | 7:15,51 | R    |

#### Calificări - cursa 2
| Loc | Culoar | Concurente                      | Țară      | Timp    | Note |
| --- | ------ | ------------------------------- | --------- | ------- | ---- |
| 1   | 3      | Elodie Ravera Emma Lunatti      | Franța    | 6:48,89 | C    |
| 2   | 2      | Amanda Bateman Harriet Hudson   | Australia | 6:49,21 | C    |
| 3   | 1      | Zoe Hyde Alison Bergin          | Irlanda   | 6:52,61 | C    |
| 4   | 4      | Donata Karalienė Dovilė Rimkutė | Lituania  | 6:59,62 | R    |

#### Calificări - cursa 3
| Loc | Culoar | Concurente                     | Țară     | Timp    | Note |
| --- | ------ | ------------------------------ | -------- | ------- | ---- |
| 1   | 3      | Ancuța Bodnar Simona Radiș     | România  | 6:48,49 | C    |
| 2   | 4      | Anna Santruckova Lenka Lukšová | Cehia    | 6:55,16 | C    |
| 3   | 1      | Shen Shuangmei Lu Shiyu        | China    | 6:58,85 | C    |
| 4   | 2      | Thea Helseth Inger Kavlie      | Norvegia | 7:00,78 | R    |

### Recalificări
Primele trei din fiecare cursă se vor califica în semifinale, iar celelalte vor fi eliminați.
| Loc | Culoar | Concurente                       | Țară     | Timp    | Note |
| --- | ------ | -------------------------------- | -------- | ------- | ---- |
| 1   | 2      | Lisa Scheenaard Martine Veldhuis | Olanda   | 7:08,42 | C    |
| 2   | 3      | Thea Helseth Inger Kavlie        | Norvegia | 7:10,39 | C    |
| 3   | 4      | Clara Guerra Stefania Gobbi      | Italia   | 7:10,41 | C    |
| 4   | 1      | Donata Karalienė Dovilė Rimkutė  | Lituania | 7:15,00 |      |

### Semifinale
Primele trei din fiecare cursă se vor califica în Finala A, iar celelalte vor concura în Finala B.

#### Semifinala - cursa 1
| Loc | Culoar | Concurente                       | Țară          | Timp    | Note |
| --- | ------ | -------------------------------- | ------------- | ------- | ---- |
| 1   | 3      | Brooke Francis Lucy Spoors       | Noua Zeelandă | 6:49,49 | FA   |
| 2   | 1      | Lisa Scheenaard Martine Veldhuis | Olanda        | 6:50,20 | FA   |
| 3   | 4      | Elodie Ravera Emma Lunatti       | Franța        | 6:51,30 | FA   |
| 4   | 2      | Anna Santruckova Lenka Lukšová   | Cehia         | 6:54,76 | FB   |
| 5   | 5      | Zoe Hyde Alison Bergin           | Irlanda       | 6:55,08 | FB   |
| 6   | 6      | Clara Guerra Stefania Gobbi      | Italia        | 6:58,08 | FB   |

#### Semifinala - cursa 2
| Loc | Culoar | Concurente                            | Țară                       | Timp    | Note |
| --- | ------ | ------------------------------------- | -------------------------- | ------- | ---- |
| 1   | 4      | Ancuța Bodnar Simona Radiș            | România                    | 6:51,41 | FA   |
| 2   | 5      | Mathilda Hodgkins-Byrne Rebecca Wilde | Marea Britanie             | 6:51,82 | FA   |
| 3   | 1      | Thea Helseth Inger Kavlie             | Norvegia                   | 6:52,47 | FA   |
| 4   | 3      | Amanda Bateman Harriet Hudson         | Australia                  | 6:52,69 | FB   |
| 5   | 2      | Sophia Vitas Kristi Wagner            | Statele Unite ale Americii | 7:04,12 | FB   |
| 6   | 6      | Shen Shuangmei Lu Shiyu               | China                      | 7:09,75 | FB   |

### Finale

#### Finala B
| Loc | Culoar | Concurente                     | Țară                       | Timp    |
| --- | ------ | ------------------------------ | -------------------------- | ------- |
| 7   | 4      | Amanda Bateman Harriet Hudson  | Australia                  | 6:47,66 |
| 8   | 3      | Anna Santruckova Lenka Lukšová | Cehia                      | 6:49,92 |
| 9   | 5      | Sophia Vitas Kristi Wagner     | Statele Unite ale Americii | 6:50,74 |
| 10  | 2      | Zoe Hyde Alison Bergin         | Irlanda                    | 6:55,62 |
| 11  | 1      | Clara Guerra Stefania Gobbi    | Italia                     | 6:56,87 |
| 12  | 6      | Shen Shuangmei Lu Shiyu        | China                      | 7:00,71 |

#### Finala A
| Loc | Culoar | Concurente                            | Țară           | Timp    |
| --- | ------ | ------------------------------------- | -------------- | ------- |
| 1   | 3      | Brooke Francis Lucy Spoors            | Noua Zeelandă  | 6:50,45 |
| 2   | 4      | Ancuța Bodnar Simona Radiș            | România        | 6:50,69 |
| 3   | 2      | Mathilda Hodgkins-Byrne Rebecca Wilde | Marea Britanie | 6:53,22 |
| 4   | 5      | Lisa Scheenaard Martine Veldhuis      | Olanda         | 6:54,24 |
| 5   | 6      | Elodie Ravera Emma Lunatti            | Franța         | 6:57,35 |
| 6   | 1      | Thea Helseth Inger Kavlie             | Norvegia       | 6:58,41 |